# Rathaus (Neckarzimmern)

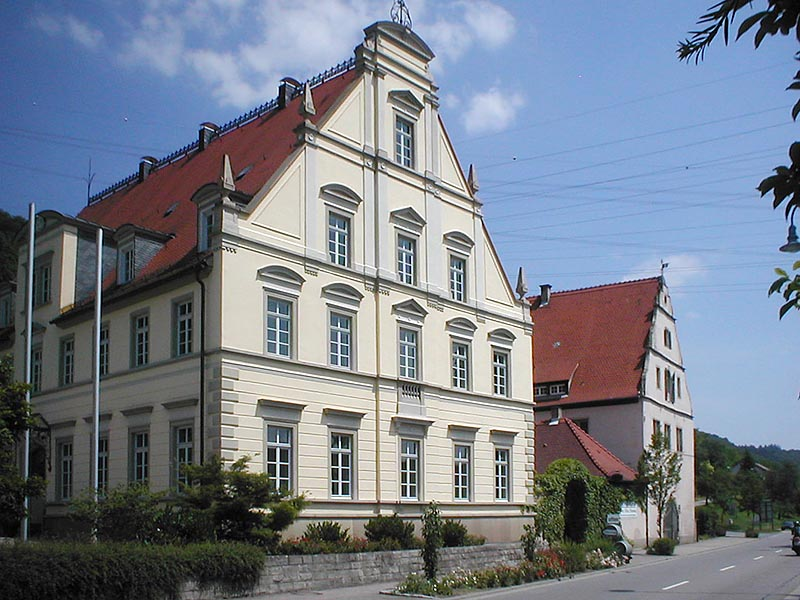
Rathaus in Neckarzimmern, dahinter das ehemalige Rentamt

Das Rathaus in Neckarzimmern im Neckar-Odenwald-Kreis im nördlichen Baden-Württemberg geht auf das unterhalb der Burg Hornberg gelegene Neue Schloss der Freiherren von Gemmingen zurück und wurde von diesen vom 17. Jahrhundert bis 1930 bewohnt. 1932 kam es in den Besitz der Gemeinde, die es seitdem als Rathaus nutzt.

## Geschichte

### Schloss der Freiherren von Gemmingen
Obwohl als herrschaftliches Schloss errichtet, gibt es über die frühe Geschichte des Gebäudes nur sehr wenige Quellen, so dass seine Entstehung aus dem Kontext der Besitzgeschichte des Ortes, aus technischen Untersuchungsbefunden und aus Nachrichten und Erkenntnissen zu den umliegenden Gebäuden erschlossen werden muss.
Reinhard von Gemmingen-Hornberg (1576–1635) erwarb 1612 Neckarzimmern mit der Burg Hornberg als bisherigen Sitz der Ortsherrschaft. Im Ort gab es vermutlich jeher zur Burg gehörige Wirtschaftsgebäude. 1615 ließ Reinhard von Gemmingen am Abzweig zum Burgweg ein stattliches Wirtschaftsgebäude errichten, das heutige Rentamt, das 1634 verlängert wurde und 1660/61 als herschaftl. Keller urkundlich belegt ist. Gemäß dendrochronologischer Befunde wurde dann 1657 parallel zum Rentamt das Neue Schloss als Sichtfachwerkbau mit Fenstererkern errichtet.
Wann genau die Familie von Gemmingen ihren Wohnsitz von der Burg Hornberg ins Tal verlegte, ist unbekannt. In der älteren Literatur wird gemeinhin angenommen, dass die Familie bald nach dem Erwerb der Burg Hornberg ihren Wohnsitz im Tal genommen habe, jedoch finden sich keinerlei Baulichkeiten, die als Herrensitz in Frage kämen. Im Rentamt befand sich höchstens eine Verwalterwohnung. Möglich als erster Herrensitz im Tal wäre ein nicht mehr nachweisbarer Vorgängerbau des Neuen Schlosses. Allerdings hatte Reinhards Sohn Weiprecht von Gemmingen (1608–1688) seinen Wohnsitz noch in der zweiten Hälfte des 17. Jahrhunderts auf der Burg. Gänzlich unbewohnt scheint die Burg erst ab 1738 gewesen zu sein.
Um 1750 wurde das Neue Schloss baulich umgestaltet. Dabei erhielt die Fassade eine regelmäßige Befensterung statt der bisherigen Fenstererker, und die gesamte Fläche wurde verputzt, um einen massiven Bau vorzutäuschen. Waren zuvor noch weite Teile des Gebäudes Wirtschaftszwecken vorbehalten, so wurde um 1750 auch das Dachgeschoss zu Wohnzwecken ausgebaut. Das ursprüngliche Krüppelwalmdach wurde umgebaut, wodurch der hohe Giebel zur Straße hin entstand. Alle bisherigen Einrichtungen, die vielleicht noch der Verwaltung der Güter gedient hätten, wurden in das Rentamt verlegt. Die ältere Literatur nimmt diese Bauphase um 1750 noch als Ersterbauung des Schlosses an, was durch die dendrochronologischen Befunde des etwa 100 Jahre älteren Bauholzes sowie thermographische Befunde des Fachwerkgefüges widerlegt wurde.
1873 wurde das Schloss erneut umfassend renoviert und erhielt dabei sein heutiges Äußeres. Das Gebäude erhielt ein neues Hauptportal, das nicht wie das alte zum Innenhof, sondern zum neben dem Gebäude angelegten Garten ausgerichtet war. Die neue Portalseite erhielt eine neue Fassade mit regelmäßiger Befensterung und Zwerchhaus über der Portalzone. Die gesamte Fassade wurde im Stil des Eklektizismus neu ausgestaltet. Das Erdgeschoss wurde repräsentativ umgestaltet und erhielt ein etwa einen Meter höheres Bodenniveau. Die Räume erhielten Fischgrätparkett oder Dielenböden mit Kreuzaufteilung sowie Stuckdecken. Hinter dem neuen Eingang wurde ein neues Treppenhaus eingezogen. Die durch den tiefgreifenden Einbau verursachten statischen Probleme wurden mit gusseisernen Stützen und Stahlunterzügen abgefangen. Die Obergeschosse wurden beim Umbau von 1875 wenig verändert und scheinen in der nachfolgenden Zeit durch die intensivere Nutzung des Erdgeschosses auch entlastet worden zu sein.

### Verwaltungssitz der Gemeinde
Ein Rathaus ist in Neckarzimmern seit 1596 belegt. Das erste Rathaus befand sich südlich der Kirche und musste 1857 dem Ausbau der Straße von Gundelsheim nach Neckarelz (heutige B 27) weichen. Als Ersatz wurde ab 1858 ein neues Rathaus an der Hauptstraße 35 errichtet, das jedoch im frühen 20. Jahrhundert den Platzbedarf der Verwaltung nicht mehr decken konnte.
Um 1930 zog die Familie von Gemmingen wieder auf die inzwischen wieder bewohnbare Burg Hornberg. Am 1. Juni 1932 erwarb die damals mit der Neckarkanalisierung befasste Reichswasserstraßenverwaltung das Neue Schloss und hat mit dem Umbau der Räume zu Büros begonnen. Über einen Grundstückstausch kam bald darauf die Gemeinde Neckarzimmern gegen Zahlung eines Aufpreises in den Besitz des Schlosses, während das alte Rathaus und das alte Schulhaus der Gemeinde an den Staat gingen. Die Gemeinde hat den Umbau des Schlosses fortgesetzt, wobei unter anderem zwei große Schulsäle sowie in den Obergeschossen Wohnungen für Lehrer eingerichtet wurden.
Nach dem Neubau eines Schulhauses in den späten 1950er Jahren zogen die Schüler aus dem Neuen Schloss aus. Die Schulsäle wurden mit Trennwänden zu weiteren Büros für die Gemeindeverwaltung umgebaut. Die Wohnungen in den Obergeschossen blieben erhalten, wurden aber baulich vom Rest des Gebäudes abgetrennt, so dass sie nur über den Hintereingang zu erreichen waren.
2000/01 schloss sich die bisher letzte umfassende Renovierung an, die vor allem eine umfassende statische Kräftigung des Gebäudes sowie eine Konservierung und Angleichung der historischen Bauteile zum Gegenstand hatte.

## Beschreibung
Das Neue Schloss ist ein zweistöckiges Gebäude mit massivem Sockelgeschoss und darüber befindlichem Fachwerk-Vollgeschoss sowie zwei Giebelgeschossen. Das Gebäude wird von einem Satteldach bedeckt. Der Haupteingang wurde 1875 geschaffen und befindet sich auf der achtachsigen nordwestlichen Traufseite, über ihm ist ein von einem flachen Rundgiebel bekröntes Zwerchhaus ausgebildet. Der Hintereingang zur südöstlichen Hofseite, der über eine einläufige Treppe erreicht wird, ist der ursprüngliche Haupteingang des Gebäudes. Die Fenster im Erdgeschoss der Traufseite sowie alle Fenster am südwestlichen Giebel weisen Fensterverdachungen auf, im Erdgeschoss flach, im ersten Obergeschoss als Segmentbögen, in den Giebelgeschossen als Dreiecksgiebel ausgebildet. Der Giebel selbst schließt oben mit einem Segmentbogen ab und wird seitlich von Zierelementen bekrönt.